# آملتو نوولی
آملتو نووِلی (ایتالیایی: Amleto Novelli؛ ‏ ۱۸ اکتبر ۱۸۸۵ – ۱۶ آوریل ۱۹۲۴) هنرپیشه فیلم‌های صامت اهل کشور ایتالیا بود. وی در بین سال‌های ۱۹۰۹ تا ۱۹۲۴ در ۱۱۰ فیلم بازی کرد.
از فیلم‌هایی که وی در آن نقش داشته‌است، می‌توان به جنگجویان صلیبی، برتوس، مارکو ویسکونتی، مالومبرا و آنتونیوس و کلئوپاترا اشاره کرد.